# Especificidad química
La especificidad química es la capacidad del sitio de unión de una proteína para unirse a ligandos específicos. Cuantos menos ligandos pueda unir una proteína, mayor será su especificidad. 
La especificidad describe la fuerza de unión entre una proteína dada y un ligando. Esta relación puede describirse mediante una constante de disociación, que caracteriza el equilibrio entre los estados unidos y no unidos para el sistema proteína-ligando. En el contexto de una sola enzima y un par de moléculas de unión, los dos ligandos pueden compararse como ligandos más fuertes o más débiles (para la enzima) en función de sus constantes de disociación. (Un valor más bajo corresponde a una unión más fuerte). 
La especificidad para un conjunto de ligandos no está relacionada con la capacidad de una enzima para catalizar una reacción dada, con el ligando como sustrato
Si una enzima dada tiene una alta especificidad química, esto significa que el conjunto de ligandos a los que se une es limitado, de modo que ni los eventos de unión ni la catálisis pueden ocurrir a una velocidad apreciable con moléculas adicionales. 
Un ejemplo de un par proteína-ligando cuya actividad de unión puede describirse como altamente específica es el sistema anticuerpo - antígeno. Por el contrario, un ejemplo de un sistema de proteína-ligando que puede unir sustratos y catalizar múltiples reacciones de manera efectiva es el sistema Cytochrome P450, que puede considerarse una enzima promiscua debido a su amplia especificidad para múltiples ligandos. 

## Base

### Unión
Las interacciones entre la proteína y el ligando afectan sustancialmente la especificidad entre las dos entidades. Se sabe que las interacciones electrostáticas y las interacciones hidrofóbicas son las más influyentes en cuanto a dónde se deriva la especificidad entre dos moléculas. La fuerza de estas interacciones entre la proteína y el ligando se correlaciona positivamente con su especificidad entre sí. 

### Catálisis
La especificidad de la enzima se refiere a las interacciones entre cualquier enzima particular y su sustrato correspondiente. Además de la especificidad en la unión de sus sustratos, la proximidad y orientación correctas, así como la unión del estado de transición, proporcionan una capa adicional de especificidad enzimática. 

## Tipos
Las enzimas varían en la especificidad de los sustratos a los que se unen, para llevar a cabo funciones fisiológicas específicas. Algunas enzimas pueden necesitar ser menos específicas y, por lo tanto, pueden unirse a numerosos sustratos para catalizar una reacción. Por otro lado, ciertas funciones fisiológicas requieren una especificidad extrema de la enzima para un solo sustrato específico para que se produzca una reacción adecuada y un fenotipo fisiológico. Los diferentes tipos de categorizaciones difieren según su especificidad para los sustratos. En general, se dividen en cuatro grupos: absoluto, grupo, enlace y especificidad estereoquímica. 

### Especificidad absoluta
Se puede pensar que la especificidad absoluta es exclusiva, en la que una enzima actúa sobre un sustrato específico. Las enzimas específicas absolutas solo catalizarán una reacción con su sustrato específico. Por ejemplo, la lactasa es una enzima específica para la degradación de la lactosa en dos monosacáridos de azúcar, glucosa y galactosa. Otro ejemplo es la glucoquinasa, que es una enzima involucrada en la fosforilación de glucosa a glucosa-6-fosfato. Es principalmente activo en el hígado y es la principal isoenzima de la hexoquinasa. Su especificidad absoluta se refiere a que la glucosa es la única hexosa que puede ser su sustrato, a diferencia de la hexoquinasa, que acomoda muchas hexosas como sustrato. 

### Especificidad de grupo
La especificidad de grupo ocurre cuando una enzima solo reaccionará con moléculas que tienen grupos funcionales específicos, como estructuras aromáticas, grupos fosfato y metilos. Un ejemplo es la pepsina, una enzima que es crucial en la digestión de los alimentos ingeridos en nuestra dieta, que hidroliza los enlaces peptídicos entre los aminoácidos hidrofóbicos, con reconocimiento de cadenas laterales aromáticas como la fenilalanina, el triptófano y la tirosina. Otro ejemplo es la hexoquinasa, una enzima involucrada en la glucólisis que fosforila la glucosa para producir glucosa-6-fosfato. Esta enzima exhibe especificidad de grupo al permitir múltiples hexosas (6 azúcares de carbono) como sustrato. La glucosa es uno de los sustratos más importantes en las rutas metabólicas que involucran a la hexoquinasa debido a su papel en la glucólisis, pero no es el único sustrato con el que la hexoquinasa puede catalizar una reacción. 

### Especificidad de enlace

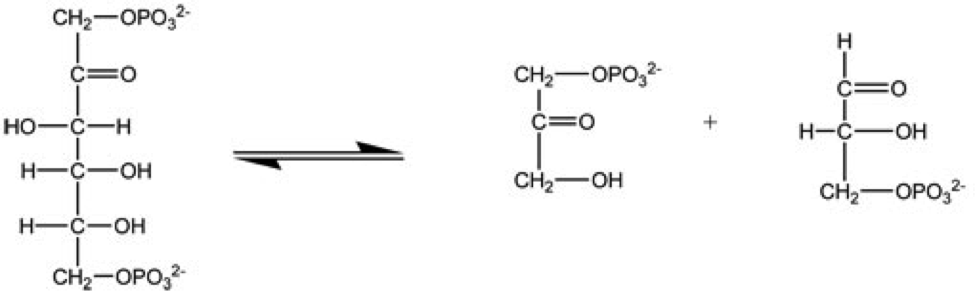
Una reacción que ilustra una enzima que escinde un enlace específico del reactivo para crear dos productos.

La especificidad de enlace, a diferencia de la especificidad de grupo, reconoce tipos particulares de enlaces químicos. Esto difiere de la especificidad del grupo, ya que no depende de la presencia de grupos funcionales particulares para catalizar una reacción particular, sino más bien un cierto tipo de enlace (por ejemplo, un enlace peptídico). 

### Especificidad estereoquímica

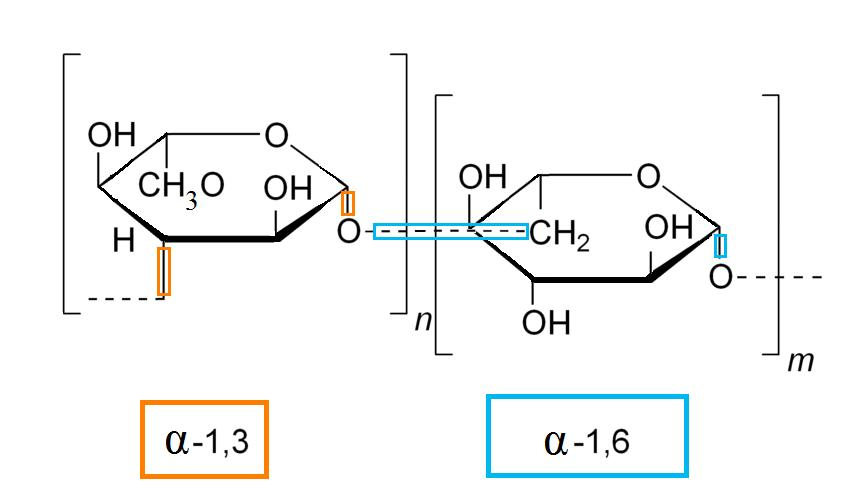
Azúcares que contienen enlaces alfa-glucosídicos

Este tipo de especificidad es sensible a la actividad óptica de orientación del sustrato. Las moléculas estereoquímicas difieren en la forma en que giran la luz polarizada plana o las orientaciones de los enlaces. Las enzimas que son estereoquímicamente específicas unirán sustratos con estas propiedades particulares. Por ejemplo, la beta-glucosidasa solo reaccionará con enlaces beta-glucosídicos que están presentes en la celulosa, pero no están presentes en el almidón y el glucógeno, que contienen enlaces alfa-glucosídicos. Esto es relevante en cómo los mamíferos pueden digerir los alimentos. Por ejemplo, la enzima amilasa está presente en la saliva de los mamíferos, que es estereoespecífica para los enlaces alfa; esta es la razón por la cual los mamíferos pueden usar eficientemente el almidón y el glucógeno como formas de energía, pero no la celulosa (porque es un enlace beta ) 

## Determinación
kd, se conoce como la constante de disociación de equilibrio específico para la formación del complejo enzima-sustrato. kd se usa como una medida de afinidad, con valores más altos que indican una afinidad más baja. 
Para la ecuación dada (E = enzima, S = sustrato, P = producto) 
k1          k2
E + S <--> ES <--> E + P
k-1
kd sería equivalente a k-1/k1, donde k1 y k-1 son las tasas de reacción hacia adelante y hacia atrás, respectivamente, en la conversión de E y S individuales en el complejo de sustrato enzimático. 

### Aplicación a la cinética enzimática
La especificidad química de una enzima para un sustrato particular se puede encontrar usando dos variables que se derivan de la ecuación de Michaelis-Menten. km se aproxima a la constante de disociación de los complejos enzima-sustrato. kcat representa la tasa de rotación, o el número de reacciones catalizadas por una enzima sobre la cantidad de enzima. kcat sobre km se conoce como la constante de especificidad, que da una medida de la afinidad de un sustrato a alguna enzima particular. También conocida como la eficiencia de una enzima, esta relación revela la preferencia de una enzima por un sustrato particular. Cuanto mayor sea la constante de especificidad de una enzima corresponde a una alta preferencia por ese sustrato. 

## Significado

### Relevancia de la investigación médica
La especificidad enzimática proporciona información útil sobre la estructura de la enzima, que en última instancia determina y desempeña un papel en las funciones fisiológicas. Los estudios de especificidad también pueden proporcionar información sobre el mecanismo catalítico. 
La especificidad es importante para el descubrimiento de nuevos fármacos y el campo de la investigación clínica, y se está probando la especificidad de los nuevos fármacos para la molécula objetivo en varias rondas de ensayos clínicos. Los medicamentos deben contener estructuras tan específicas como sea posible para minimizar la posibilidad de efectos fuera del objetivo que producirían síntomas desfavorables en el paciente. Las drogas dependen de la especificidad de las moléculas y formulaciones diseñadas para inhibir objetivos moleculares particulares. Nuevos descubrimientos de fármacos progresan con experimentos que involucran compuestos altamente específicos. Por ejemplo, la base de que los medicamentos deben ser exitosamente probados es tanto la capacidad de unir el receptor objetivo en el entorno fisiológico con alta especificidad como su capacidad de transducir una señal para producir un efecto biológico favorable contra la enfermedad o enfermedad la droga tiene la intención de negar.

## Aplicaciones
Las técnicas científicas, como la inmunotinción, dependen de la especificidad química. La inmunotinción utiliza la especificidad química de los anticuerpos para detectar una proteína de interés a nivel celular. Otra técnica que se basa en la especificidad química es la transferencia Western, que se utiliza para detectar cierta proteína de interés en un tejido. Esta técnica implica la electroforesis en gel seguida de la transferencia de la muestra a una membrana que está manchada por anticuerpos. Los anticuerpos son específicos de la proteína objetivo de interés y contendrán una etiqueta fluorescente que indica la presencia de la proteína de interés del investigador.